# Connor McDavid
Connor Andrew McDavid (né le 13 janvier 1997 à Richmond Hill dans la province de l'Ontario au Canada) est un joueur professionnel canadien de hockey sur glace. Il évolue au poste de centre.
Ayant été sélectionné au premier rang par les Oilers lors de la séance de sélection de la LNH en 2015, McDavid a remporté cinq fois le trophée Art-Ross à titre de meilleur marqueur de la ligue, trois fois le trophée Hart, remis au joueur jugé le plus utile à son équipe, et à quatre reprises le trophée Ted-Lindsay récompensant le meilleur joueur élu par l'Association des joueurs de la LNH. De plus, McDavid est l'un des deux seuls lauréats unanimes du trophée Hart dans l'histoire de la ligue, avec Wayne Gretzky.
McDavid a grandi dans la région de Toronto et y a joué au hockey. Hockey Canada lui a accordé le statut de « joueur exceptionnel », ce qui lui a permis de jouer en junior majeur un an plus tôt. Il a ainsi rejoint les Otters d'Érié de la Ligue de hockey de l'Ontario et a passé trois ans avec les Otters avant que les Oilers ne le sélectionnent au premier rang du repêchage d'entrée dans la LNH 2015. Sur le plan international, McDavid a joué pour l'équipe nationale junior canadienne lors d'un championnat du monde moins de 18 ans, de deux championnats du monde juniors et pour l'équipe senior lors d'un championnat du monde, remportant une médaille d'or à chaque niveau. McDavid est considéré comme le meilleur joueur actif de la Ligue nationale de hockey par la plupart des fans de la LNH, ainsi que par ses pairs.
Lors des playoffs de LNH 2024, il bat le record du nombre d’aides délivrées au cours d’une seule campagne de playoffs en inscrivant un total de 34 aides, record précédemment détenu par Wayne Gretzky avec 31 aides.
Il remporte le trophée Conn-Smythe cette même année malgré la défaite des Oilers d’Edmonton en finale de Coupe Stanley face aux Panthers de la Floride, devenant l’un des rares joueurs n’ayant pas fait partie de l’équipe gagnante à rafler cette distinction.

## Biographie

### Carrière mineure
McDavid a joué au hockey mineur avec l'Express de York-Simcoe de l'Association du hockey mineur de l'Ontario (OMHA) avant de passer aux Malboros de Toronto de la Greater Toronto Hockey League (GTHL), où il a joué au hockey bantam et midget mineur. Il a participé au Tournoi international de hockey pee-wee de Québec 2009 en tant que membre de York-Simcoe, et a été un coéquipier de Sam Bennett, qui joue actuellement dans la LNH pour les Panthers de la Floride. En 2011-2012, il a enregistré 79 buts et 130 passes pour 209 points en 88 matchs au niveau midget mineur, et a été nommé joueur de l'année de la GTHL.

### Carrière junior
En 2012, la Ligue de hockey de l'Ontario lui donne le droit de jouer au niveau junior à 15 ans. La norme étant de 16 ans pour jouer dans la Ligue canadienne de hockey, il est le troisième joueur à obtenir le statut de « joueur exceptionnel » après John Tavares et Aaron Ekblad. Il est sélectionné au premier rang du repêchage de la même année par les Otters d'Érié où il se fait une place dans la formation partante dès sa première année. En marquant 25 buts et 41 passes pour 66 points, il remporte le trophée de la famille Emms, décerné à la meilleure recrue de l'année. Cependant, les Otters d'Érié finissent au dernier rang de la conférence et ne participent pas aux séries éliminatoires. Lors de sa deuxième année, il finit au quatrième rang des pointeurs de la ligue avec une récolte de 30 buts et 70 passes pour 100 points.

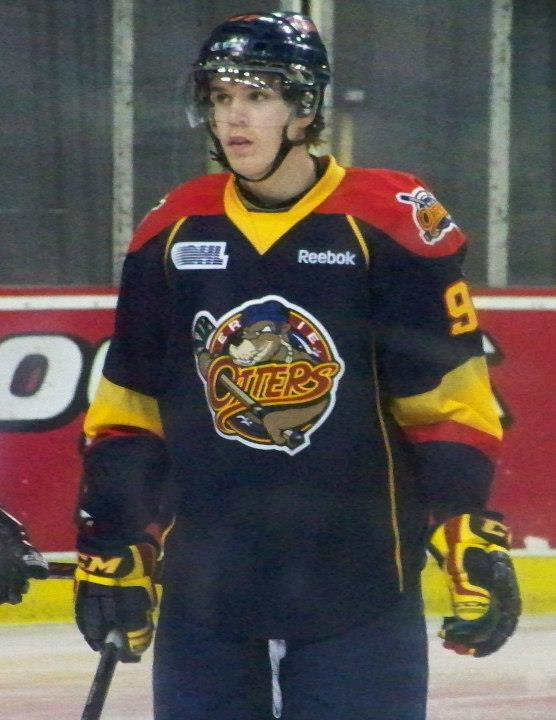
McDavid avec les Otters d'Érié dans la LHO le 16 août 2013.

Cette fois-ci, les Otters d'Érié se classent au deuxième rang du classement général de la ligue et participent aux séries éliminatoires où perdent en finale de conférence contre le Storm de Guelph. Pour sa première participation aux séries d'après-saison, il marque 4 buts et 15 passes pour 19 points. Il est élu dans la deuxième équipe d'étoiles de la ligue et il remporte le trophée William-Hanley, décerné au joueur ayant démontré le meilleur esprit sportif du circuit. La saison suivante, en 2014-2015, il est considéré comme le meilleur espoir éligible pour le repêchage d'entrée dans la LNH.
Il participe à seulement 47 matchs de la saison régulière à cause d'une fracture à la main mais parvient à finir au troisième rang des pointeurs de la saison avec 44 buts et 76 passes pour 120 points ; il participe également et au championnat du monde junior. Les Otters d'Érié atteignent la finale, mais ils perdent en 5 parties contre les Generals d'Oshawa. En 20 matchs éliminatoires, il marque 21 buts et 28 passes pour 49 points et il fut nommé le meilleur joueur des séries. Il fut également élu dans la première équipe d'étoiles et remporte le trophée décernée au meilleur prospect de la ligue canadienne de hockey.
Il passe trois années au niveau junior. Durant ces trois années, il marque 97 buts, 188 passes pour un total de 285 points en 166 matchs de saison régulière.

### Carrière professionnelle
Il est sélectionné par les Oilers d'Edmonton en tant que premier joueur sélectionné du repêchage d'entrée dans la LNH 2015. Le 3 juillet, il signe un contrat de recrue de trois saisons avec les Oilers au salaire maximal pour un joueur de première année de 925 000 dollars.
Il joue son premier match dans la LNH le 8 octobre 2015 contre les Blues de Saint-Louis et il marque son premier but le 14 octobre 2015 pour son troisième match professionnel lors d'une défaite de 4 à 2 contre les Stars de Dallas. Le 3 novembre, lors d'un match contre les Flyers de Philadelphie, il se fracture la clavicule après une collision avec le joueur adverse Brandon Manning et manque 37 matchs ; il revient au jeu le 2 février et inscrit un but. Il termine sa saison recrue avec 16 buts, 32 aides et 48 points. Il est finaliste pour le trophée Calder de la saison 2015-2016, remis à la meilleure recrue, en compagnie d'Artemi Panarine et de Shayne Gostisbehere.
Le 5 octobre 2016, il est nommé en tant que 18e capitaine de l'histoire des Oilers. Âgé de 19 ans et 266 jours, il devient ainsi le plus jeune capitaine de l'histoire de la LNH, devançant Gabriel Landeskog de 20 jours.
Le 19 novembre, il marque son premier tour du chapeau dans la ligue lors de la victoire 5-2 contre les Stars de Dallas. Durant la saison 2016-2017 qui est sa première saison complète dans la LNH, il réalise un total de 100 points (30 buts et 70 aides) et termine comme meilleur pointeur de la ligue, mettant du coup la main sur le trophée Art-Ross. Il aide les Oilers à atteindre les séries éliminatoires de la Coupe Stanley pour la première fois depuis 2006, mais ils sont éliminés par les Ducks d'Anaheim au deuxième tour. À l'issue de la saison, il remporte le trophée Hart (meilleur joueur selon les journalistes) ainsi que le trophée Ted-Lindsay (meilleur joueur selon ses pairs).
Le 5 juillet 2017, il signe une prolongation de contrat de 8 années supplémentaires avec les Oilers, pour une moyenne de 12,5 millions de dollars par an.
Il marque 41 buts et 75 passes au cours de la saison 2018-2019, ce qui le place au deuxième rang de la LNH pour le nombre total de points derrière l'attaquant du Lightning de Tampa Bay, Nikita Kucherov. Toutefois, les Oilers ratent une fois de plus les séries éliminatoires de la Coupe Stanley. Pour ses efforts, il est nommé finaliste avec Patrick Kane des Blackhawks de Chicago, pour le trophée Ted-Lindsay, décerné chaque année au joueur le plus remarquable de la LNH en saison régulière, selon les membres de l'Association des joueurs de la LNH.
Le 17 février 2021, McDavid marque son 500e point, devenant ainsi le 18e joueur à marquer 500 points en moins de 400 matchs et le 21e joueur à y parvenir avant son 25e anniversaire.
Le 8 mai 2021, McDavid inscrit son 100e point de la saison dans son 53e match, devenant ainsi le neuvième joueur à atteindre cette marque en si peu de temps, et le premier depuis Mario Lemieux et Jaromir Jagr en 1995-1996,. McDavid reçoit les 100 votes de première place pour son deuxième trophée Hart du joueur le plus utile de la LNH, devenant ainsi le deuxième gagnant unanime de l'histoire de la ligue (avec Wayne Gretzky en 1981-1982).
McDavid a commencé la saison 2021-2022 de la LNH avec 8 buts et 22 points lors de ses 10 premiers matchs, égalant son coéquipier Leon Draisaitl en tant que meilleur marqueur de points dans la LNH. Il s'agit de la meilleure séquence d'ouverture de l'histoire de la franchise des Oilers, avec neuf victoires et une seule défaite. Le 5 novembre 2021, lors d'un match contre les Rangers de New York, McDavid s'est faufilé entre quatre joueurs des Rangers devant le filet pour déjouer le gardien Alexandar Georgiev et égaliser la marque, ce qui a entraîné une prolongation au cours de laquelle les Oilers ont finalement remporté le match. De nombreux commentateurs et fans ont qualifié ce but de meilleur de sa carrière à ce jour.
Lors de la saison 2022-2023, il atteint le plateau des 150 points et devient le sixième joueur de la LNH à réussir cet exploit après Wayne Gretzky, Mario Lemieux, Steve Yzerman, Phil Esposito et Bernie Nicholls. Mario Lemieux était le dernier à avoir accomplit ce tour de force il y a plus de 25 ans, soit lors de la saison 1995-1996.
En 2023, il est intronisé sur l’Allée des célébrités canadiennes à Toronto.
En 2024, il devient le quatrième joueur dans l'histoire de la ligue nationale de hockey à récolter cent mentions d'aide dans une unique saison.

### Carrière internationale
En 2013, il participe au championnat du monde moins de 18 ans où il décroche la médaille d'or. Meilleur pointeur du tournoi avec 14 points, il est nommé le joueur le plus utile du tournoi. En 2014, il participe à son premier championnat du monde junior des moins de 20 ans. Âgé de 16 ans, il devient le sixième joueur de cet âge à jouer pour l'équipe canadienne lors de cette compétition après Wayne Gretzky, Eric Lindros, Jay Bouwmeester, Jason Spezza et Sidney Crosby. En 7 matchs, il marque 1 but et 3 passes. L'équipe canadienne se classe en quatrième place pour une deuxième année consécutive. L'année suivante, en 2015, il est nommé assistant-capitaine et l'équipe canadienne gagne la finale 5 à 4 contre la Russie. Il mène le tournoi au nombre de passes (8) et marque 3 buts en 7 matchs. De plus, il est nommé dans l'équipe d'étoiles du tournoi.

## Statistiques

### En club
| Saison     | Équipe               | Ligue      |     | Saison régulière | Saison régulière | Saison régulière | Saison régulière | Saison régulière |    | Séries éliminatoires | Séries éliminatoires | Séries éliminatoires | Séries éliminatoires | Séries éliminatoires |
| Saison     | Équipe               | Ligue      | PJ  | B                | A                | Pts              | Pun              | PJ               | B  | A                    | Pts                  | Pun                  |                      |                      |
| 2011-2012  | Marlboros de Toronto | GTHL       | 33  | 33               | 39               | 72               | 14               |                  |    |                      |                      |                      |                      |                      |
| 2011-2012  | Marlboros de Toronto | OHL Cup    | 7   | 11               | 8                | 19               | 2                |                  |    |                      |                      |                      |                      |                      |
| 2012-2013  | Otters d'Érié        | LHO        | 63  | 25               | 41               | 66               | 36               | -                | -  | -                    | -                    | -                    |                      |                      |
| 2013-2014  | Otters d'Érié        | LHO        | 56  | 28               | 71               | 99               | 20               | 14               | 4  | 15                   | 19                   | 2                    |                      |                      |
| 2014-2015  | Otters d'Érié        | LHO        | 47  | 44               | 76               | 120              | 48               | 20               | 21 | 28                   | 49                   | 12                   |                      |                      |
| 2015-2016  | Oilers d'Edmonton    | LNH        | 45  | 16               | 32               | 48               | 18               | -                | -  | -                    | -                    | -                    |                      |                      |
| 2016-2017  | Oilers d'Edmonton    | LNH        | 82  | 30               | 70               | 100              | 26               | 13               | 5  | 4                    | 9                    | 2                    |                      |                      |
| 2017-2018  | Oilers d'Edmonton    | LNH        | 82  | 41               | 67               | 108              | 26               | -                | -  | -                    | -                    | -                    |                      |                      |
| 2018-2019  | Oilers d'Edmonton    | LNH        | 73  | 41               | 75               | 116              | 20               | -                | -  | -                    | -                    | -                    |                      |                      |
| 2019-2020  | Oilers d'Edmonton    | LNH        | 64  | 34               | 63               | 97               | 28               | 4                | 5  | 4                    | 9                    | 2                    |                      |                      |
| 2020-2021  | Oilers d'Edmonton    | LNH        | 56  | 33               | 72               | 105              | 20               | 4                | 1  | 3                    | 4                    | 0                    |                      |                      |
| 2021-2022  | Oilers d'Edmonton    | LNH        | 80  | 44               | 79               | 123              | 45               | 16               | 10 | 23                   | 33                   | 10                   |                      |                      |
| 2022-2023  | Oilers d'Edmonton    | LNH        | 82  | 64               | 89               | 153              | 36               | 12               | 8  | 12                   | 20                   | 0                    |                      |                      |
| 2023-2024  | Oilers d’Edmonton    | LNH        | 76  | 32               | 100              | 132              | 30               | 25               | 8  | 34                   | 42                   | 10                   |                      |                      |
| 2024-2025  | Oilers d’Edmonton    | LNH        | 67  | 26               | 74               | 100              | 37               | 22               | 7  | 26                   | 33                   | 4                    |                      |                      |
| Totaux LNH | Totaux LNH           | Totaux LNH | 712 | 361              | 721              | 1082             | 286              | 96               | 44 | 106                  | 150                  | 28                   |                      |                      |

### En équipe nationale
| Année | Équipe                   | Compétition                  |    | PJ | B  | A  | Pts | Pun           |  | Résultat |
| 2013  | Canada -18 ans           | Championnat du monde -18 ans | 7  | 8  | 6  | 14 | 2   | Médaille d'or |  |          |
| 2014  | Canada -20 ans           | Championnat du monde junior  | 7  | 1  | 3  | 4  | 4   | 4e place      |  |          |
| 2015  | Canada -20 ans           | Championnat du monde junior  | 7  | 3  | 8  | 11 | 0   | Médaille d'or |  |          |
| 2016  | Canada                   | Championnat du monde         | 10 | 1  | 8  | 9  | 6   | Médaille d'or |  |          |
| 2016  | Amérique du Nord -24 ans | Coupe du monde de hockey     | 3  | 0  | 3  | 3  | 4   | 5e place      |  |          |
| 2018  | Canada                   | Championnat du monde         | 10 | 5  | 12 | 17 | 10  | 4e place      |  |          |
| 2025  | Canada                   | Confrontation des 4 nations  | 4  | 3  | 2  | 5  | 0   | Vainqueur     |  |          |

## Trophées et honneurs personnels
- 2012 : remporte le trophée Jack-Ferguson.
- 2012-2013 :
  - nommé dans la première équipe d'étoiles des recrues de la LHO ;
  - meilleur passeur de la LHO au niveau des recrues (41) ;
  - remporte le trophée de la famille Emms.
- 2013-2014 : 
  - nommé dans la deuxième équipe d'étoiles de la LHO ;
  - remporte le trophée Bobby-Smith ;
  - remporte le trophée William-Hanley ;
  - nommé étudiant de la saison de la LCH.
- 2014-2015 :
  - nommé dans la première équipe d'étoiles de la LHO ;
  - remporte le trophée Bobby-Smith ;
  - remporte le trophée Red-Tilson ;
  - meneur de la LHO pour le différentiel plus-moins (+60) ;
  - nommé étudiant de la saison de la LCH ;
  - remporte le trophée du meilleur prospect de la LCH ;
  - nommé joueur de la saison de la LCH ;
  - meilleur buteur des séries de la LHO (21) ;
  - meilleur passeur des séries de la LHO (28) ;
  - meilleur pointeur des séries de la LHO (49) ;
  - remporte le trophée Wayne-Gretzky 99.

### Ligue nationale de hockey
- 2015-2016 : sélectionné dans l'équipe d'étoiles des recrues
- 2016-2017 :
  - remporte le trophée Art-Ross (1)[22] ;
  - remporte le trophée Ted-Lindsay (1)[23] ;
  - remporte le trophée Hart[24] (1);
  - participe au 62e Match des étoiles (1) ;
  - nommé dans la première équipe d'étoiles de la LNH[25] (1) ;
  - meilleur pointeur.
- 2017-2018 :
  - remporte le trophée Art-Ross (2) ;
  - remporte le trophée Ted-Lindsay (2) ;
  - participe au 63e Match des étoiles (2) ;
  - nommé dans la première équipe d'étoiles de la LNH (2) ;
  - nommé capitaine de l'équipe d'étoiles de la division Pacifique.
- 2018-2019 :
  - participe au 64e Match des étoiles (3) ;
  - nommé dans la première équipe d'étoiles de la LNH (3) ;
- 2019-2020 : participe au 65e Match des étoiles (4) ;
- 2020-2021 :
  - remporte le trophée Hart de façon unanime (2)[26] ;
  - remporte le trophée Ted-Lindsay (3) ;
  - remporte le trophée Art-Ross (3) ;
  - nommé dans la première équipe d'étoiles (4).
- 2021-2022 :
  - remporte le trophée Art-Ross (4)[27] ;
  - participe au 66e Match des étoiles (5)[28] ;
  - nommé capitaine de l'équipe d'étoiles de la division Pacifique.
- 2022-2023 :
  - remporte le trophée Art-Ross (5) ;
  - remporte le trophée Maurice-Richard (1)[29] ;
  - remporte le trophée Hart (3) ;
  - remporte le trophée Ted-Lindsay (4) ;
  - participe au 67e Match des étoiles (6) ;
  - nommé dans la première équipe d'étoiles (5).
- 2023-2024 :
  - participe au 68e Match des étoiles (7) [30];
  - au concours d'habiletés, remporte les épreuves du patineur le plus rapide, des tirs de précision et du maniement de rondelle
  - déclaré vainqueur du concours d'habiletés[31]
  - remporte le trophée Conn-Smythe
  - sélectionné dans la deuxième équipe d'étoiles